# ライダーヒーローシリーズ
ライダーヒーローシリーズは、バンダイから発売されている「仮面ライダーシリーズ」の玩具シリーズ。1987年に発売された仮面ライダーBLACKシリーズ、1988年に発売された仮面ライダーBLACKRXシリーズ、1989年から発売されたKAMEN RIDER SERIES（カメンライダーシリーズ）、、怪人（敵側）を商品化したライダー怪人シリーズなどについても本項で扱う。

## 概要
1987年、仮面ライダーBLACKの商品としてバンダイ初の仮面ライダーシリーズの170mmのソフビ人形として仮面ライダーBLACK、シャドームーンが発売された。また、翌年の仮面ライダーBLACKRXでは仮面ライダーBLACKRX、バイオライダー、ロボライダーも発売された。これが後の「KAMEN RIDER SERIES」や「ライダーヒーローシリーズ」の元となった。（仮面ライダーBLACK、シャドームーン、仮面ライダーBLACKRX、バイオライダー、ロボライダーはパッケージと本体の塗装がリニューアルされ「KAMEN RIDER SERIES」「ライダーヒーローシリーズ」で再発売された。）
1989年、「KAMEN RIDER SERIES」として仮面ライダーシリーズの170mmのソフビ人形が発売され、シリーズ20周年を迎えた1991年に「ライダーヒーローシリーズ」にリニューアルされた。
その後、シリーズ30周年の2001年と、2003年にパッケージと一部の造型をリニューアルした。
現在発売されている仮面ライダーの玩具の中では、最もスタンダードな玩具の一種で、「ライダーヒーローシリーズでの売り上げが、そのライダーの人気の証明」とバンダイ担当者がホビー誌でコメントしている。
一時期はキャンペーンやイベントなどでしか入手できない「限定版」と呼ばれる商品も多数登場し、一般販売の物でも生産時期によって塗装などが異なる場合もあり、コレクターたちの注目も集めていた。また、値段が700円と比較的安値であることもあることも人気の一因であった。
しかし近年では値上がりが激しくなり（『キバ』以降800円、現在900円。近年では1100円の商品も存在する）、ソフビ自体の造形や塗装もかなり省略されている。
2022年からは全高が140mmに変更となり、値段も770円となる。
『仮面ライダー龍騎』までは「RH - 」のナンバリングが一貫していたが、『仮面ライダー555』以降はリセットされ、「RH○（各作品タイトルの頭文字） - 」と表記される。
ライダーヒーローシリーズと違いライダー怪人シリーズにはパッケージはつかないのが通例であったが、『ディケイド』以降のシリーズは怪人シリーズと同じく裸タグに変更された（唯一『仮面ライダークウガ ライジングアルティメット』のソフビのみパッケージ付きで販売された。価格は1050円）。
シリーズのソフビ売り上げは、ウルトラ怪獣シリーズ、ウルトラヒーローシリーズに次いで3位の売り上げである。
また仮面ライダーBLACK SUNとシン・仮面ライダーのソフビについては、一部の例外を除きムービーモンスターシリーズにて展開された。

## 一覧

### 仮面ライダーBLACKシリーズ（1987）
1. 仮面ライダーBLACK
2. シャドームーン

### 仮面ライダーBLACKRXシリーズ（1988）
1. 仮面ライダーBLACKRX
2. ロボライダー
3. バイオライダー

### KAMEN RIDER SERIES（1989）
1. 仮面ライダー新1号
2. 仮面ライダーV3
3. 仮面ライダーストロンガー
4. 仮面ライダーX
5. 仮面ライダー新2号
6. ライダーマン
7. スカイライダー
8. 仮面ライダーアマゾン
9. 仮面ライダースーパー1
10. 仮面ライダーZX
11. 仮面ライダーBLACK
12. 仮面ライダーBLACK RX
13. ロボライダー
14. バイオライダー

### ライダーヒーローシリーズ（RHシリーズ）（旧）（1991~）
20周年を機に改名・リニューアルされたシリーズ。現在は全て絶版。『龍騎』のキャラクターにはアドベントカードが付属。
1. 仮面ライダー新1号
2. 仮面ライダー新2号
3. 仮面ライダーV3
4. ライダーマン
5. 仮面ライダーX
6. 仮面ライダーアマゾン
7. 仮面ライダーストロンガー
8. スカイライダー
9. 仮面ライダースーパー1
10. 仮面ライダーZX
11. 仮面ライダーBLACK
12. 仮面ライダーBLACK RX
13. ロボライダー
14. バイオライダー
15. シャドームーン
16. 真・仮面ライダー
17. 仮面ライダーZO
18. ドラス
19. 仮面ライダーJ
20. 仮面ライダークウガ マイティフォーム（トライアクセラー付属）
21. 仮面ライダークウガ ドラゴンフォーム（ドラゴンロッド付属）
22. 仮面ライダークウガ ペガサスフォーム（ペガサスボウガン付属）
23. 仮面ライダークウガ タイタンフォーム（タイタンソード付属）
24. 仮面ライダークウガ ライジングマイティ（トライアクセラー付属）
25. 仮面ライダークウガ ライジングドラゴン（ライジングドラゴンロッド付属）
26. 仮面ライダークウガ ライジングペガサス（ライジングペガサスボウガン付属）
27. 仮面ライダークウガ ライジングタイタン（ライジングタイタンソード付属）
28. 仮面ライダークウガ アルティメットフォーム
29. 仮面ライダーアギト グランドフォーム
30. 仮面ライダーG3（GG-02付属）
31. 仮面ライダーアギト ストームフォーム（ストームハルバード付属）
32. 仮面ライダーアギト フレイムフォーム（フレイムセイバー付属）
33. 仮面ライダーギルス
34. 仮面ライダーG3-X（GX-05付属）
35. 仮面ライダーアギト トリニティフォーム（ストームハルバード&フレイムセイバー付属）
36. 仮面ライダーアギト バーニングフォーム（シャイニングカリバー・シングルモード付属）
37. 仮面ライダーアギト シャイニングフォーム（シャイニングカリバー・ツインモード付属）
38. 仮面ライダーG4（GM-01付属）※初の劇場版ライダーの商品化。
39. 仮面ライダーエクシードギルス
40. アナザーアギト
41. 仮面ライダー龍騎（ドラグセイバー付属）
42. 仮面ライダーナイト（ダークバイザー付属）
43. 仮面ライダーゾルダ（マグナバイザー付属）
44. 仮面ライダー王蛇（ベノバイザー付属）
45. 仮面ライダーナイトサバイブ
46. 仮面ライダー龍騎サバイブ（ドラグバイザーツバイ付属）
47. 仮面ライダーオーディン

番外編・EXナンバー・限定品など
- 0 仮面ライダー旧1号
- ショッカーライダー
- ショッカーライダーNO.2
- EX 仮面ライダークウガ グローイングフォーム（トライアクセラー付属）
- EX アメイジングマイティ VS ライジングゴ・ガドル・バ
- EX 仮面ライダー龍騎 ブランクフォーム　※商品名通り。
- EX 仮面ライダーシザース
- EX 仮面ライダーライア
- EX 仮面ライダーガイ
- EX 仮面ライダーファム（ブランバイザー付属）
- EX 仮面ライダーリュウガ（ドラグセイバー付属）
- EX 仮面ライダーベルデ
- EX 仮面ライダータイガ
- EX 仮面ライダーインペラー
- EX 仮面ライダー王蛇 ブランクフォーム（ハピネット流通限定）
- EX 仮面ライダー龍騎 VS 仮面ライダーリュウガ（ハピネット流通限定）[2]
- 仮面ライダー桜島1号（東映ヒーローネット限定）※0 仮面ライダー旧1号のリペイント版
- 仮面ライダーアギト ノーマルバージョン（東映ヒーローネット限定）※クロスホーンが閉じているバージョン。
- 仮面ライダークウガ アルティメットフォーム(黒目バージョン)（『仮面ライダークウガ』HD特別版試写会限定）
- 仮面ライダー龍騎 ドラグクロー付属バージョン（「仮面ライダーワールド02」会場限定品。ドラグセイバーが付属。）
- 仮面ライダー龍騎 ドラグシールド付属バージョン（「仮面ライダーワールド02」会場限定品。パッケージはなし。）
- 仮面ライダーナイト ウイングウォール付属バージョン（「仮面ライダーワールド02」会場限定品。パッケージはなし。）
- 仮面ライダー龍騎サバイブ ゴールドバージョン（三井グリーンランド限定）
- 仮面ライダーナイトサバイブ ゴールドバージョン（三井グリーンランド限定）
- ショッカーライダー No.1（プレイステーション用ソフト『仮面ライダー』抽選プレゼント品）
- 仮面ライダークウガ ライジングマイティ ブラックバージョン（『てれびくん』抽選プレゼント品）
- 仮面ライダーアギト グランドフォーム ゴールドクリアバージョン（アギトキャンペーン抽選プレゼント品）
- 仮面ライダーエクシードギルス ブラックバージョン（『てれびくん』抽選プレゼント品）
- 仮面ライダーG4 ブラッククリアバージョン（『テレビマガジン』抽選プレゼント品）
- 仮面ライダー龍騎 ブラックサバイブ（『てれびくん』抽選プレゼント品）

### ライダーヒーローシリーズ（RHシリーズ）（新）（2001~）
30周年を機に、リニューアルされたシリーズ。造型は一部除き一新される。旧シリーズからラインナップは縮小され、主に『クウガ』『アギト』の後半登場の強化形態、『龍騎』の出番の少ないライダーが除外された。また今回から『真』『ZO』『J』は正規ナンバーから除外され、EX扱いとなる。パッケージは全商品リニューアルされている。
1. 仮面ライダー新1号
2. 仮面ライダー新2号
3. 仮面ライダーV3
4. ライダーマン
5. 仮面ライダーX
6. 仮面ライダーアマゾン
7. 仮面ライダーストロンガー
8. スカイライダー
9. 仮面ライダースーパー1
10. 仮面ライダーZX
11. 仮面ライダーBLACK
12. 仮面ライダーBLACK RX
13. ロボライダー
14. バイオライダー
15. シャドームーン
16. 仮面ライダークウガ マイティフォーム
17. 仮面ライダークウガ ドラゴンフォーム（ドラゴンロッド付属）
18. 仮面ライダークウガ ペガサスフォーム（ペガサスボウガン付属）
19. 仮面ライダークウガ タイタンフォーム（タイタンソード付属）
20. 仮面ライダーアギト グランドフォーム
21. 仮面ライダーアギト ストームフォーム（ストームハルバード付属）
22. 仮面ライダーギルス
23. 仮面ライダーG3-X（GX-05付属）
24. 仮面ライダーアギト シャイニングフォーム（シャイニングカリバー・ツインモード付属）
25. 仮面ライダー龍騎（ドラグセイバー付属）
26. 仮面ライダーナイト（ダークバイザー付属）
27. 仮面ライダーゾルダ（マグナバイザー付属）
28. 仮面ライダー王蛇（ベノバイザー付属）
29. 仮面ライダーナイトサバイブ
30. 仮面ライダー龍騎サバイブ（ドラグバイザーツバイ付属）

EXナンバー・限定品など
- EX 真・仮面ライダー
- EX 仮面ライダーZO
- EX ドラス[3]
- EX 仮面ライダーJ
- EX 仮面ライダー旧2号
- EX オルタナティブ・ゼロ
- EX 仮面ライダー旧2号 オリジナル塗装版（RIDER CHIPS『まじめまして。』限定盤封入特典）
- 仮面ライダー旧2号（東映ヒーローネット限定）※2 仮面ライダー新2号のリペイント版
- 仮面ライダーナイト ブランクフォーム（『ハイパーホビー』誌上限定）
- 仮面ライダー新1号（講談社オフィシャルファイルマガジンバインダー初回特典）

### ライダーヒーローファイズシリーズ（RHFシリーズ）
『仮面ライダー555』のライダーヒーローシリーズ。本作品以降は作品毎のシリーズナンバーとなる。
1. 仮面ライダーファイズ
2. オートバジン ※これのみパッケージ（箱）がつかない。
3. 仮面ライダーカイザ
4. 仮面ライダーファイズ アクセルフォーム
5. 仮面ライダーデルタ（初回生産分のみオリジナルカードダスが付属）
6. 仮面ライダーファイズ ブラスターフォーム（初回生産分のみオリジナルカードダスが付属、ファイズブラスター付属）

EXナンバー・限定品など
- EX ライオトルーパー
- EX 仮面ライダーサイガ[4]
- EX 仮面ライダーオーガ
- 仮面ライダーファイズ ゴールドバージョン（「仮面ライダーワールド」会場限定品）
- 仮面ライダーカイザ ゴールドバージョン（「仮面ライダーワールド」会場限定品）
- 仮面ライダーファイズ コンプリートバージョン（WCC開催記念限定品）
- 仮面ライダーファイズ アクセルフォーム 疾風バージョン（WCC開催記念限定品）
- SP 仮面ライダーファイズブラスターフォーム ノーマルバージョン（「仮面ライダーフェスティバル」限定）
- 仮面ライダーファイズ ブラスターフォーム ゴールドバージョン（『てれびくん』抽選プレゼント品）

### ライダーヒーローブレイドシリーズ（RHBシリーズ）
『仮面ライダー剣』のライダーヒーローシリーズ。この時期からパッケージにCGで作成されたライダーを使用するようになる。付属のカードは裏面が劇中に登場する「ラウズカード」の絵柄を再現した仕様になっている。
1. 仮面ライダーブレイド（ブレイラウザー付属）
2. 仮面ライダーカリス
3. 仮面ライダーギャレン（ギャレンラウザー付属）
4. 仮面ライダーレンゲル（レンゲルラウザー付属）
5. 仮面ライダーブレイド ジャックフォーム
6. 仮面ライダーギャレン ジャックフォーム
7. 仮面ライダーブレイド キングフォーム（キングラウザー付属）
8. 仮面ライダーワイルドカリス

EXナンバー・限定品など
- EX 仮面ライダーグレイブ
- EX 仮面ライダーラルク
- EX 仮面ライダーランス
- 仮面ライダーブレイド シャンパンゴールド（三井グリーンランドイベント限定品）
- 仮面ライダーギャレン シャンパンゴールド（三井グリーンランドイベント限定品）
- 仮面ライダーブレイド ターンアップバージョン（WCC開催記念限定品）[5]
- 仮面ライダーギャレン バーニングスマッシュバージョン VS ピーコックアンデッド 対決セット（『フィギュア王』誌上限定）
- 仮面ライダーブレイド キングフォーム ストレートフラッシュセット（『ハイパーホビー』誌上限定）[6]
- 仮面ライダーブレイド キングフォーム シルバーバージョン（『てれびくん』抽選プレゼント品）
- 仮面ライダーカリス シャンパンゴールド（HMV渋谷店限定『ELEMEMTS』予約特典）

### ライダーヒーローヒビキシリーズ（RHHシリーズ）
『仮面ライダー響鬼』のライダーヒーローシリーズ。なお、ここではライダー名が全てが片仮名表記となる。
1. 仮面ライダーヒビキ（音撃棒・烈火付属）
2. 仮面ライダーイブキ（音撃管・烈風付属）
3. 仮面ライダートドロキ（音撃弦・烈雷付属）
4. 仮面ライダーヒビキクレナイ（音撃棒・烈火付属）
5. 仮面ライダーアームドヒビキ（装甲声刃付属）

EXナンバー・限定品など
- EX 仮面ライダーカブキ
- EX 仮面ライダートウキ
- EX 仮面ライダーキラメキ
- EX 仮面ライダーニシキ
- EX 仮面ライダーハバタキ
- 仮面ライダーヒビキ（『仮面ライダー響鬼』製作発表記者会見配布品）※パープルクリアバージョン
- EX 仮面ライダーザンキ（音撃真弦・烈斬付属）（トイザらス限定）
- EX 仮面ライダーザンキ&セイジガエルセット（トイザらス限定）※ディスクアニマルシリーズEXナンバーのセイジガエルとのセット。上記の「仮面ライダーザンキ」と異なり、音撃真弦・烈斬は付属しない。
- 仮面ライダーヒビキ 劇場公開記念 リアル重塗装版（『劇場版 仮面ライダー響鬼と7人の戦鬼』プレミア付き前売券[1万個]限定。音撃棒・烈火が付属するが、通常の「仮面ライダーヒビキ」に同梱の物と異なり、先端部がクリアパーツで再現されている。）
- 仮面ライダーエイキ&ダンキ 必殺必中連撃セット（『ハイパーホビー』誌上限定）
- 仮面ライダーサバキ（『フィギュア王』誌上限定）
- 仮面ライダーカブキ 劇場版DVD発売記念 リアル重塗装版（DVD『劇場版 仮面ライダー響鬼と7人の戦鬼 ディレクターズカット版 特別限定版』封入特典。音撃棒・烈翠が付属。）

### ライダーヒーローカブトシリーズ（RHKシリーズ）
『仮面ライダーカブト』のライダーヒーローシリーズ。カブトのマスクド・ライダーフォームの2種は放送開始前に先行販売された。
1. 仮面ライダーカブト ライダーフォーム
2. 仮面ライダーカブト マスクドフォーム
3. 仮面ライダーザビー ライダーフォーム
4. 仮面ライダーザビー マスクドフォーム
5. 仮面ライダードレイク ライダーフォーム（ドレイクゼクター付属）
6. 仮面ライダードレイク マスクドフォーム（ドレイクゼクター付属）
7. 仮面ライダーサソード ライダーフォーム（サソードゼクター付属）
8. 仮面ライダーサソード マスクドフォーム（サソードゼクター付属）
9. 仮面ライダーガタック ライダーフォーム
10. 仮面ライダーガタック マスクドフォーム
11. 仮面ライダーカブト ハイパーフォーム
12. ゼクトルーパー
13. 仮面ライダーカブト ハイパーフォーム ハイパークロックアップモード
14. 仮面ライダーキックホッパー
15. 仮面ライダーパンチホッパー
16. 仮面ライダーダークカブト　※ライダーフォームのみ商品化。

EXナンバー・限定品など
- EX 仮面ライダーコーカサス
- EX 仮面ライダーヘラクス
- EX 仮面ライダーケタロス
- EX ゼクトルーパー シャドウVer.（トイザらス限定）
- 仮面ライダーカブト 劇場公開記念 クロックアップVer.（『劇場版 仮面ライダーカブト GOD SPEED LOVE』プレミア付き前売券[1万個]限定品）
- 仮面ライダーガタック ライダーフォーム シルバーVer.（「東映ヒーローキャラバン」限定品）
- 仮面ライダーガタック クロックアップVer.（WCC23限定品）
- ネオトルーパー（『ハイパーホビー』誌上限定）
- ウカワーム&ブライトルーパーセット（『フィギュア王』誌上限定）
- 仮面ライダーカブト ライダーフォーム 限定シルバーカラーVer.（「キャストオフナンバーキャンペーン」第1、2回キャストオフ賞）
- ゼクトルーパー マシンガンブレードVer.（「キャストオフナンバーキャンペーン」第3回キャストオフ賞）
- ハイパーカブト ブラックバージョン（『てれびくん』抽選プレゼント品）

### ライダーヒーローデンオウシリーズ（RHDシリーズ）
『仮面ライダー電王』のライダーヒーローシリーズ。
1. 仮面ライダー電王 ソードフォーム
2. 仮面ライダー電王 ロッドフォーム
3. 仮面ライダー電王 アックスフォーム
4. 仮面ライダー電王 ガンフォーム
5. 仮面ライダーゼロノス アルタイルフォーム
6. 仮面ライダーゼロノス ベガフォーム
7. 仮面ライダー電王 クライマックスフォーム
8. 仮面ライダー電王 ライナーフォーム
9. 仮面ライダーゼロノス ゼロフォーム

EXナンバー・限定品など
- EX 仮面ライダー電王 プラットフォーム
- EX 仮面ライダー電王 ウイングフォーム
- EX 仮面ライダーガオウ
- 仮面ライダー電王 ソードフォーム 劇場記念 俺、参上!!バージョン（『劇場版 仮面ライダー電王 俺、誕生!』プレミア付き前売券[1万個]限定）
- 仮面ライダー電王 ソードフォーム シャンパンロゼVer.（東映ヒーローネット、三井グリーンランド等のイベント限定）
- 仮面ライダー電王 クライマックスフォーム〜俺はかーなーり・クライマックスだぜ!!Ver.〜（フィギュア王別冊『ライダーグッズコレクション2008 仮面ライダー電王』誌上限定）
- 仮面ライダーゼロノス アルタイルフォーム〜俺はかーなーり・クライマックスだぜ!!Ver.〜（フィギュア王別冊『ライダーグッズコレクション2008 仮面ライダー電王』誌上限定）
- 仮面ライダー電王 ライナーフォーム リアル重塗装&モモタロスイマジン 憑依Ver.（『ライダーヒーロー大全』誌上限定）
- SP 仮面ライダーネガ電王（『ニュータイプ・ザ・ライブ』誌上限定）
- SP 仮面ライダーNEW電王 ストライクフォーム（『ライダーグッズコレクション2009 EX 仮面ライダー電王2』超・特別付録）
- 仮面ライダー電王 クライマックスフォーム シャンパンファイヤーVer.（『仮面ライダー電王オリジナルサウンドトラック Vol.2 Spechial edition』付属）

### ライダーヒーローキバシリーズ（RHKVシリーズ）
『仮面ライダーキバ』のライダーヒーローシリーズ。本作品以降、800円に値上げされる。このシリーズからカードタグが廃止された。
1. 仮面ライダーキバ キバフォーム
2. 仮面ライダーキバ ガルルフォーム
3. 仮面ライダーキバ バッシャーフォーム
4. 仮面ライダーキバ ドッガフォーム
5. 仮面ライダーイクサ
6. 仮面ライダーキバ エンペラーフォーム
7. 仮面ライダーライジングイクサ
8. 仮面ライダーサガ

EXナンバー・限定品など
- EX 仮面ライダーキバ ドガバキフォーム
- EX キバットバットIII世
- EX 仮面ライダーイクサ セーブモード
- EX 仮面ライダーレイ
- EX 仮面ライダーアーク
- 仮面ライダーキバ プリ!キバ!ゴー!スペシャルバージョン（東京ドームシティプリズムホール「プリ!キバ!ゴー!夏のキャラクターまつり」会場限定品）
- 仮面ライダーキバ 劇場記念 キバッテいくぜ!バージョン（『劇場版 仮面ライダーキバ 魔界城の王』プレミア付き前売券[1万個]限定品）
- 仮面ライダーイクサ 劇場記念 ライズアップバージョン（『劇場版 仮面ライダーキバ 魔界城の王』プレミア付き前売券[5000個]限定品）
- 仮面ライダーキバ ガルルフォーム ガルルコバルトバージョン（『劇場版 仮面ライダーキバ 魔界城の王』公開記念セブンイレブン限定）
- 仮面ライダーキバ バッシャーフォーム バッシャーエメラルドバージョン（『ニュータイプ・ザ・ライブ』誌上限定）
- 仮面ライダーキバ ドッガフォーム ドッガパープルバージョン（『ニュータイプ・ザ・ライブ』誌上限定）
- 仮面ライダーイクサ セーブモード リアル重塗装版（『フィギュア王』誌上限定）
- 仮面ライダーキバ エンペラーフォーム リアル重塗装版（『宇宙船』誌上限定）
- キバットバットII世（『ハイパーホビー』誌上限定）
- 仮面ライダーキバ エンペラーフォーム レッドバージョン（『てれびくん』抽選プレゼント品）
- 仮面ライダーキバ キバフォーム（『仮面ライダーキバ』製作発表記者会見配布品）

### レジェンドライダーシリーズ（最新シリーズ）
2009年に、RHシリーズ（新）に代わってリニューアルされたシリーズ。初回生産分のみ仮面ライダーバトル ガンバライド対応のカードが付属（一部は付かない）。パッケージ（箱）は今回より廃止された。平成ライダーのソフビは塗装がより本編に近い色合いになった反面、従来のものより省略されている。
1. 仮面ライダー新1号
2. 仮面ライダー新2号
3. 仮面ライダーV3
4. 仮面ライダーBLACK
5. 仮面ライダー電王 ソードフォーム
6. 仮面ライダーストロンガー
7. 仮面ライダークウガ マイティフォーム
8. 仮面ライダー龍騎
9. 仮面ライダーナイト
10. 仮面ライダーディケイド
11. 仮面ライダーX
12. 仮面ライダーアギト グランドフォーム
13. 仮面ライダーブレイド
14. 仮面ライダーブレイド キングフォーム
15. 仮面ライダーゼロノス アルタイルフォーム
16. ライダーマン
17. 仮面ライダーファイズ
18. 仮面ライダー響鬼
19. 仮面ライダーカブト ライダーフォーム
20. 仮面ライダーガタック ライダーフォーム
21. スカイライダー
22. 仮面ライダーG3
23. 仮面ライダーカイザ
24. 仮面ライダー電王 ライナーフォーム
25. 仮面ライダーキバ キバフォーム
26. 仮面ライダーアマゾン
27. シャドームーン
28. 仮面ライダースーパー1
29. 仮面ライダーファイズ ブラスターフォーム
30. 仮面ライダー装甲響鬼
31. 仮面ライダーW サイクロンジョーカー
32. 仮面ライダーオーズ タトバコンボ
33. 仮面ライダーフォーゼ ベースステイツ
34. 仮面ライダーウィザード フレイムスタイル

EXナンバー・限定品など
- EX 仮面ライダーディエンド
- EX 仮面ライダーディケイド コンプリートフォーム
- EX ショッカー骨戦闘員（プレミアムバンダイ、ジャスコ限定）
- EX 仮面ライダーZX
- EX 仮面ライダーBLACK RX
- 仮面ライダーディケイド 激情態（『フィギュア王』誌上限定）
- EX 仮面ライダーディケイド　10th ANNIVERSARY Ver.（『劇場版 仮面ライダーディケイド オールライダー対大ショッカー』プレミア付き前売り券[1万個]限定品）
- EX 仮面ライダーディエンド Invisible tresure ver.（『ニュータイプ・ザ・ライブ』誌上限定）
- EX モモタロスイマジン

SPナンバー
- SP 仮面ライダークウガ ライジングアルティメット（この商品のみパッケージにセットされている）

### ライダーヒーローダブルシリーズ（RHWシリーズ）
『仮面ライダーW』のライダーヒーローシリーズ。初回生産分のみ仮面ライダーバトル ガンバライド対応のカードが付属する。
1. 仮面ライダーW サイクロンジョーカー
2. 仮面ライダーW ヒートメタル（メタルシャフト付属）
3. 仮面ライダーW ルナトリガー（トリガーマグナム付属）
4. 仮面ライダーW ファングジョーカー
5. 仮面ライダーアクセル
6. 仮面ライダーW サイクロンジョーカーエクストリーム
7. 仮面ライダーアクセルトライアル

EXナンバー・限定品など
初回生産分のみの仮面ライダーバトル ガンバライド対応のカードは付属されていない。
- EX 仮面ライダースカル
- EX 仮面ライダーWサイクロンスタイルセット （セット内容 サイクロンジョーカー・サイクロンメタル・サイクロントリガー）※
- EX 仮面ライダーWヒートスタイルセット （セット内容 ヒートジョーカー・ヒートメタル・ヒートトリガー）※
- EX 仮面ライダーWルナスタイルセット （セット内容 ルナジョーカー・ルナメタル・ルナトリガー）※

※ ヒートメタル・ルナトリガー以外はそれぞれ新規造形。重塗装。メタルシャフト・トリガーマグナムもそれぞれのセットに1つずつ付属。
※ プレミアムバンダイ限定。
- EX 仮面ライダーW サイクロンジョーカーエクストリーム プリズムクリアVer.（『仮面ライダーW FOREVER AtoZ/運命のガイアメモリ』プレミア付き前売り券[1万個]限定品）
- EX 仮面ライダーエターナル
- EX 仮面ライダージョーカー
- EX 仮面ライダーWサイクロンアクセルエクストリーム プリズムクリアVer.（プレミアムバンダイ限定）
- EX 仮面ライダーW サイクロンジョーカーゴールドエクストリーム プリズムクリアVer.（『仮面ライダー×仮面ライダー オーズ&ダブル feat.スカル MOVIE大戦CORE』プレミア付き前売り券[1万個]限定品）
- EX 仮面ライダーアクセル イエローシグナルVer.（ハイパーホビー・東映ヒーローネット・プレミアムバンダイ3社限定）
- EX 仮面ライダースカルクリスタル
- EX 仮面ライダーアクセルブースター（東映ビデオオンラインショップ限定）
- EX 仮面ライダーエターナルレッドフレア（東映ビデオオンラインショップ限定）

### ライダーヒーローオーズシリーズ（RHOOOシリーズ）
『仮面ライダーオーズ/OOO』のライダーヒーローシリーズ。ただし、『W』までとは異なり、今回、ガンバライド対応のカードは付属しない。また、タグの台紙が丸型に変更されている。
1. 仮面ライダーオーズ タトバコンボ
2. 仮面ライダーオーズ ガタキリバコンボ
3. 仮面ライダーオーズ ラトラーターコンボ
4. 仮面ライダーオーズ サゴーゾコンボ
5. 仮面ライダーバース
6. 仮面ライダーオーズ タジャドルコンボ
7. 仮面ライダーオーズ シャウタコンボ
8. 仮面ライダーオーズ プトティラコンボ

EXナンバー・限定品など
- EX 仮面ライダーオーズ タトバコンボ 重塗装版（『仮面ライダー×仮面ライダー オーズ&ダブル feat.スカル MOVIE大戦CORE』プレミア付き前売り券[1万個]限定品）
- EX 仮面ライダーオーズ タジャドルコンボ 重塗装版（『オーズ・電王・オールライダー レッツゴー仮面ライダー』プレミア付き前売り券[1万個]限定品）
- EX 仮面ライダーオーズ プトティラコンボ 重塗装版（『劇場版 仮面ライダーオーズ WONDERFUL 将軍と21のコアメダル』プレミア付き前売り券[1万個]限定品）
- EX 仮面ライダーオーズ ブラカワニコンボ
- EX 仮面ライダーオーズ 亜種形態（オーダーメイドバンダイ第1弾）
- EX 仮面ライダーオーズ 亜種119種セット（プレミアムバンダイ限定）
- EX 仮面ライダーバース プロトタイプ（『仮面ライダー×仮面ライダー フォーゼ&オーズ MOVIE大戦MEGAMAX』プレミア付き前売り券[5000個]限定品）

### ライダーヒーローシリーズ(フォーゼ)
『仮面ライダーフォーゼ』のライダーヒーローシリーズ。本商品以降の現行シリーズの商品名は全て「ライダーヒーローシリーズ」となる。タグの形は四角になっており、さらに折り曲げてスタンドにすることが可能。
1. 仮面ライダーフォーゼ ベースステイツ
2. 仮面ライダーフォーゼ エレキステイツ
3. 仮面ライダーフォーゼ ファイヤーステイツ
4. 仮面ライダーメテオ
5. 仮面ライダーフォーゼ マグネットステイツ
6. 仮面ライダーメテオストーム
7. 仮面ライダーフォーゼ コズミックステイツ

EXナンバー・限定品など
- EX 仮面ライダーフォーゼ ベースステイツ 重塗装版（『仮面ライダー×仮面ライダー フォーゼ&オーズ MOVIE大戦MEGAMAX』プレミア付き前売り券[1万個]限定品）
- EX 仮面ライダーフォーゼ ロケットステイツ
- EX 仮面ライダーフォーゼ ベースステイツ ロケットオン（トイザらス限定品）
- EX 仮面ライダーフォーゼ エレキステイツ 重塗装版（『仮面ライダー×スーパー戦隊 スーパーヒーロー大戦』プレミア付き前売り券[1万個]限定品）
- EX 仮面ライダーフォーゼ コズミックステイツ 重塗装版（『仮面ライダーフォーゼ THE MOVIE みんなで宇宙キターッ!』プレミア付き前売り券[1万個]限定品）
- EX 仮面ライダーフォーゼ メテオフュージョンステイツ
- EX 仮面ライダーフォーゼ メテオなでしこフュージョンステイツ 重塗装版（プレミアムバンダイ限定）

### ライダーヒーローシリーズMX MOVIE大戦セット
『仮面ライダー×仮面ライダー フォーゼ&オーズ MOVIE大戦MEGAMAX』にて登場した新キャラクター・新フォームのセット品。プレミアムバンダイ限定。
セット内容
- 仮面ライダーオーズ　スーパータトバコンボ
- 仮面ライダーポセイドン
- 仮面ライダーアクア
- 仮面ライダーなでしこ

### ライダーヒーローシリーズ(ウィザード)
『仮面ライダーウィザード』のライダーヒーローシリーズ。
1. 仮面ライダーウィザード フレイムスタイル
2. 仮面ライダーウィザード ウォータースタイル
3. 仮面ライダーウィザード ハリケーンスタイル
4. 仮面ライダーウィザード ランドスタイル
5. 仮面ライダーウィザード フレイムドラゴン
6. 仮面ライダーウィザード ハリケーンドラゴン
7. 仮面ライダーウィザード ウォータードラゴン
8. 仮面ライダービースト
9. 仮面ライダーウィザード ランドドラゴン
10. 仮面ライダービーストハイパー
11. 仮面ライダーウィザード インフィニティースタイル

EXナンバー・限定品など
- EX 仮面ライダーウィザード フレイムスタイル 重塗装版（『仮面ライダー×仮面ライダー ウィザード&フォーゼ MOVIE大戦アルティメイタム』プレミア付き前売り券[1万個]限定品）
- EX 仮面ライダーウィザード フレイムドラゴン 重塗装版（『仮面ライダー×スーパー戦隊×宇宙刑事 スーパーヒーロー大戦Z』プレミア付き前売り券[8000個]限定品）
- EX 仮面ライダーウィザード インフィニティースタイル 重塗装版（『劇場版 仮面ライダーウィザード in Magic Land』プレミア付き前売り券[8000個]限定品）
- EX 白い魔法使い

### ライダーヒーローシリーズ(鎧武/ガイム)
『仮面ライダー鎧武/ガイム』のライダーヒーローシリーズ。
1. 仮面ライダー鎧武 オレンジアームズ
2. 仮面ライダーバロン バナナアームズ
3. 仮面ライダー鎧武 パインアームズ
4. 仮面ライダー龍玄 ブドウアームズ
5. 仮面ライダー斬月 メロンアームズ
6. 仮面ライダー鎧武 イチゴアームズ
7. 仮面ライダー斬月・真 メロンエナジーアームズ
8. 仮面ライダー鎧武 ジンバーレモンアームズ
9. 仮面ライダー鎧武 カチドキアームズ
10. 仮面ライダー鎧武 極アームズ

EXナンバー・限定品など
- EX 仮面ライダー武神鎧武 ブラッドオレンジアームズ
- EX 仮面ライダー鎧武 オレンジアームズ 重塗装版（ナムコアクションミュージアム 東映ヒーローワールド限定品）

### ライダーヒーローシリーズ(ドライブ)
『仮面ライダードライブ』のライダーヒーローシリーズ。
1. 仮面ライダードライブ タイプスピード
2. 仮面ライダードライブ タイプワイルド
3. 魔進チェイサー
4. 仮面ライダードライブ タイプテクニック
5. 仮面ライダーマッハ
6. 仮面ライダードライブ タイプデッドヒート
7. 仮面ライダーデッドヒートマッハ
8. 仮面ライダードライブ タイプフォーミュラ
9. 仮面ライダーチェイサー
10. 仮面ライダードライブ タイプトライドロン

EXナンバー・限定品など
- EX 仮面ライダープロトドライブ

### ライダーヒーローシリーズ(ゴースト)
『仮面ライダーゴースト』のライダーヒーローシリーズ。
1. 仮面ライダーゴースト オレ魂
2. 仮面ライダーゴースト ムサシ魂
3. 仮面ライダースペクター
4. 仮面ライダースペクター ツタンカーメン魂
5. 仮面ライダーゴースト 闘魂ブースト魂
6. 仮面ライダーネクロム
7. 仮面ライダーゴースト グレイトフル魂
8. 仮面ライダーディープスペクター
9. 仮面ライダーゴースト ムゲン魂

### ライダーヒーローシリーズEX 仮面ライダーアマゾンズセット
『仮面ライダーアマゾンズ』にて登場したライダーヒーローシリーズのセット品。プレミアムバンダイ限定。
セット内容
- 仮面ライダーアマゾンオメガ
- 仮面ライダーアマゾンアルファ

### ライダーヒーローシリーズ(エグゼイド)
『仮面ライダーエグゼイド』のライダーヒーローシリーズ。
1. 仮面ライダーエグゼイド アクションゲーマー レベル2
2. 仮面ライダーエグゼイド アクションゲーマー レベル1
3. 仮面ライダーゲンム アクションゲーマー レベル2
4. 仮面ライダーブレイブ クエストゲーマー レベル2
5. 仮面ライダースナイプ シューティングゲーマー レベル2
6. 仮面ライダーエグゼイド ロボットアクションゲーマー レベル3
7. 仮面ライダーエグゼイド ハンターアクションゲーマー レベル5
8. 仮面ライダーエグゼイド ダブルアクションゲーマー レベルXX R
9. 仮面ライダーエグゼイド ダブルアクションゲーマー レベルXX L
10. 仮面ライダーゲンム ゾンビゲーマー レベルX
11. 仮面ライダーパラドクス パズルゲーマーレベル50
12. 仮面ライダーパラドクス ファイターゲーマーレベル50
13. 仮面ライダーエグゼイド ムテキゲーマー

### レジェンドライダーヒストリー
歴代仮面ライダーのライダーヒーローシリーズ。造形が一新されているが、塗装はほとんど省略されている。
1. 仮面ライダーゴースト オレ魂
2. 仮面ライダードライブ タイプスピード
3. 仮面ライダー鎧武 オレンジアームズ
4. 仮面ライダーウィザード フレイムスタイル
5. 仮面ライダー電王 ソードフォーム
6. 仮面ライダーオーズ タトバコンボ
7. 仮面ライダーW サイクロンジョーカー
8. 仮面ライダーディケイド
9. 仮面ライダーファイズ
10. 仮面ライダークウガ マイティフォーム
11. 仮面ライダーエグゼイド アクションゲーマー レベル2
12. 仮面ライダーフォーゼ ベースステイツ
13. 仮面ライダーカブト ライダーフォーム
14. 仮面ライダービルド ラビットタンクフォーム
15. 仮面ライダージオウ
16. 仮面ライダーキバ キバフォーム
17. 仮面ライダー響鬼
18. 仮面ライダーブレイド
19. 仮面ライダー龍騎
20. 仮面ライダーアギト グランドフォーム
21. 仮面ライダーゼロワン ライジングホッパー
22. 仮面ライダー新1号
23. 仮面ライダーセイバーブレイブドラゴン

### ライダーヒーローシリーズ(ビルド)
『仮面ライダービルド』のライダーヒーローシリーズ。
1. 仮面ライダービルド ラビットタンクフォーム
2. 仮面ライダービルド ゴリラモンドフォーム
3. 仮面ライダービルド ホークガトリングフォーム
4. 仮面ライダービルド ニンニンコミックフォーム
5. ナイトローグ
6. ブラッドスターク
7. 仮面ライダービルド ロケットパンダフォーム
8. 仮面ライダービルド ファイヤーヘッジホッグフォーム
9. 仮面ライダービルド ライオンクリーナーフォーム
10. 仮面ライダービルド キードラゴンフォーム
11. 仮面ライダークローズ
12. 仮面ライダービルド 海賊レッシャーフォーム
13. 仮面ライダービルド オクトパスライトフォーム
14. 仮面ライダービルド ラビットタンクスパークリングフォーム
15. 仮面ライダークローズチャージ
16. 仮面ライダービルド フェニックスロボフォーム
17. 仮面ライダーグリス
18. 仮面ライダービルド ラビットタンクハザードフォーム
19. 仮面ライダーローグ
20. 仮面ライダービルド ラビットラビットフォーム
21. 仮面ライダービルド タンクタンクフォーム
22. 仮面ライダークローズマグマ
23. 仮面ライダービルド ジーニアスフォーム

### ライダーヒーローシリーズ(ジオウ)
『仮面ライダージオウ』のライダーヒーローシリーズ。
1. 仮面ライダージオウ
2. 仮面ライダーゲイツ
3. 仮面ライダージオウ ビルドアーマー
4. 仮面ライダーゲイツ ゴーストアーマー
5. 仮面ライダージオウ エグゼイドアーマー
6. 仮面ライダージオウ フォーゼアーマー
7. 仮面ライダージオウ オーズアーマー
8. 仮面ライダーゲイツ ゲンムアーマー
9. 仮面ライダージオウ 鎧武アーマー
10. 仮面ライダージオウ ディケイドアーマー
11. オーマジオウ
12. 仮面ライダーウォズ
13. 仮面ライダージオウII
14. 仮面ライダーゲイツリバイブ剛烈
15. 仮面ライダーゲイツリバイブ疾風
16. 仮面ライダージオウトリニティ
17. 仮面ライダーグランドジオウ

限定品など
- 仮面ライダージオウ TTFC LIMITED 重塗装版（東映特撮ファンクラブ会員限定）

### ライダーヒーローシリーズ(ゼロワン)
『仮面ライダーゼロワン』のライダーヒーローシリーズ。
1. 仮面ライダーゼロワン ライジングホッパー
2. 仮面ライダーバルカン シューティングウルフ
3. 仮面ライダーバルキリー ラッシングチーター
4. 仮面ライダー滅 スティングスコーピオン
5. 仮面ライダー迅 フライングファルコン
6. 仮面ライダーゼロワン シャイニングアサルトホッパー
7. 仮面ライダーバルカン アサルトウルフ
8. 仮面ライダーサウザー
9. 仮面ライダーゼロワン メタルクラスタホッパー
10. 仮面ライダー迅 バーニングファルコン
11. 仮面ライダーランペイジバルカン
12. 仮面ライダーゼロツー

### ライダーヒーローシリーズ(セイバー)
『仮面ライダーセイバー』のライダーヒーローシリーズ。
1. 仮面ライダーセイバー ブレイブドラゴン
2. 仮面ライダーブレイズ ライオン戦記
3. 仮面ライダーエスパーダランプドアランジーナ
4. 仮面ライダーカリバー ジャオウドラゴン
5. 仮面ライダーセイバードラゴニックナイト
6. 仮面ライダーブレイズキングライオン大戦記
7. 仮面ライダー最光エックスソードマン
8. 仮面ライダーセイバーエレメンタルプリミティブドラゴン

### ライダーヒーローシリーズ(リバイス)
『仮面ライダーリバイス』のライダーヒーローシリーズ。
1. 仮面ライダーリバイ レックスゲノム
2. 仮面ライダーバイス レックスゲノム
3. 悪魔バイス
4. 仮面ライダーライブ バットゲノム
5. 仮面ライダーエビル バットゲノム
6. 仮面ライダーリバイ バリッドレックスゲノム

EXナンバー・限定品など
- EX 悪魔バイス（ノーマルカラー）にょろにょろ～んバージョン（仮面ライダーストア限定）
- EX 悪魔バイス（クリアカラー）にょろにょろ～んバージョン（仮面ライダーストア限定）

### ライダーヒーローシリーズ(ギーツ)
『仮面ライダーギーツ』のライダーヒーローシリーズ。本商品から全高が従来の17cmから14cmに変更され、シリーズ毎の通しナンバーも廃されている。
- 仮面ライダーギーツ マグナムブーストフォーム
- 仮面ライダーギーツ ゾンビフォーム
- 仮面ライダーバッファ ゾンビフォーム
- 仮面ライダーギーツ  ニンジャフォーム
- 仮面ライダータイクーン ニンジャフォーム
- 仮面ライダーギーツ フィーバーマグナムフォーム
- 仮面ライダーギーツ コマンドフォーム
- 仮面ライダータイクーン コマンドフォーム

限定品など
- 仮面ライダーギーツ エントリーレイズフォーム（仮面ライダーストア限定）
- 仮面ライダーギーツ ビートフォーム（仮面ライダーストア限定）
- 仮面ライダーゲイザー（仮面ライダーストア限定）

### 仮面ライダーソフビシリーズ
歴代仮面ライダーのライダーヒーローシリーズ。上述の『ギーツ』と同じく全高が14cmに変更。
- 仮面ライダー（新1号）
- 仮面ライダークウガ マイティフォーム
- 仮面ライダーファイズ
- 仮面ライダーカブト ライダーフォーム
- 仮面ライダー電王 ソードフォーム
- 仮面ライダーW サイクロンジョーカー
- 仮面ライダーオーズ タトバコンボ
- 仮面ライダーエグゼイド アクションゲーマー レベル2
- 仮面ライダービルド ラビットタンクフォーム
- 仮面ライダーゼロワン ライジングホッパー
- 仮面ライダーアギト グランドフォーム
- 仮面ライダー龍騎
- 仮面ライダーブレイド
- 仮面ライダー響鬼
- 仮面ライダーキバ キバフォーム
- 仮面ライダーディケイド
- 仮面ライダーフォーゼ ベースステイツ
- 仮面ライダーウィザード フレイムスタイル
- 仮面ライダー鎧武 オレンジアームズ
- 仮面ライダードライブ タイプスピード
- 仮面ライダーゴースト オレ魂
- 仮面ライダージオウ
- 仮面ライダーセイバー ブレイブドラゴン
- 仮面ライダーリバイ レックスゲノム
- 仮面ライダーギーツ マグナムブーストフォーム
- 仮面ライダーガッチャード スチームホッパー

限定品など
- 仮面ライダー1号（コートver.）（仮面ライダーストア限定）

### ライダーヒーローシリーズ(ガッチャード)
『仮面ライダーガッチャード』のライダーヒーローシリーズ。
- 仮面ライダーガッチャード スチームホッパー
- ヴァルバラド
- 仮面ライダーレジェンド

### ライダーヒーローシリーズ（ガヴ）
『仮面ライダーガヴ』のライダーヒーローシリーズ。
- 仮面ライダーガヴ ポッピングミフォーム
- 仮面ライダーガヴ ふわマロフォーム
- 仮面ライダーガヴ ザクザクチップスフォーム
- 仮面ライダーヴァレン チョコドンフォーム
- 仮面ライダーガヴ グルキャンフォーム
- 仮面ライダーガヴ ケーキングフォーム
- 仮面ライダーヴラム プリンカスタム
- 仮面ライダーガヴ ブリザードソルベフォーム
- 仮面ライダーヴァレン フラッペカスタム
- 仮面ライダーガヴ マスターモード
- 仮面ライダーガヴ オーバーモード

限定品など
- 仮面ライダーガヴ ポッピングミフォーム（クリアパープルVer.）（おかしな宝箱がもらえるキャンペーン限定）
- 仮面ライダーガヴ ポッピングミフォーム（仮面ライダーストア限定カラー）（仮面ライダーストア限定）
- 仮面ライダーヴァレン チョコドンフォーム（仮面ライダーストア限定カラー）（仮面ライダーストア限定）
- 仮面ライダーヴラム プリンカスタム （仮面ライダーストア限定カラー）（仮面ライダーストア限定）
- 仮面ライダーガヴ ブリザードソルベフォーム（仮面ライダーストア限定カラー）（仮面ライダーストア限定）
- 仮面ライダーヴァレン フラッペカスタム （仮面ライダーストア限定カラー）（仮面ライダーストア限定）

### ライダーヒーローシリーズ（ゼッツ）
『仮面ライダーゼッツ』のライダーヒーローシリーズ。
- 仮面ライダーゼッツ フィジカムインパクト
- 仮面ライダーゼッツ テクノロムストリーム
- 仮面ライダーゼッツ エスプリムリカバリー
- 仮面ライダーゼッツ パラダイムワンダー

### ライダー怪人シリーズ（RKシリーズ）
1. ガラガランダ
2. カメバズーカ
3. ズ・バヅー・バ
4. ズ・ゴオマ・グ
5. ズ・ザイン・ダ
6. メ・バヂス・バ
7. メ・ギイガ・ギ
8. ゴ・バダー・バ
9. ゴ・ガドル・バ
10. ズ・グムン・バ
11. ゴ・ブウロ・グ
12. ゴ・ガメゴ・レ
13. ン・ダグバ・ゼバ
14. ジャガーロード パンデラス・ルテウス
15. トータスロード デストゥード・オケアヌス
16. スネークロード アングィス・マスクルス
17. クロウロード コルウス・クロッキオ

EXナンバー・限定品など
- EX 蜘蛛男
- EX 死神カメレオン
- EX 蜂女
- EX 狼男
- EX ショッカー骨戦闘員
- EX ハサミジャガー
- EX ザンジオー
- EX イカデビル
- EX アポロガイスト[7]
- EX 水のエル
- EX ショッカー戦闘員 スイス支部（トイフェスティバル限定）
- EX ショッカー骨戦闘員 握り手バージョン（『仮面ライダーSPIRITS』第8巻限定版特別付録）
- SP ショッカー秘密基地セット
- EX ジャガーロード パンデラス・ルテウス（白）（「仮面ライダーワールド」会場限定品）
- EX ジャガーロード パンデラス・ルテウス（黒）（「仮面ライダーワールド」会場限定品）
- EX 蜂女 ディープヒュプノシスエディション（『ハイパーホビー』誌上限定）

### ミラーモンスターシリーズ（MMシリーズ）
1. 無双龍 ドラグレッダー
2. 闇の翼 ダークウイング[8]
3. ディスパイダー リ・ボーン
4. ギガゼール
5. メタルゲラス
6. ボルキャンサー（東映ヒーローネット限定）

### ライダー怪人ファイズシリーズ（RKFシリーズ）
1. ホースオルフェノク
2. スティングフィッシュオルフェノク
3. オックスオルフェノク
4. マンティスオルフェノク
5. クレインオルフェノク
6. スネークオルフェノク
7. ウルフオルフェノク

番外など
- 00 ゴートオルフェノク
- 01S ホースオルフェノク疾走態　※これのみパッケージ（箱）付き。使徒再生の剣と盾が付属。

### ライダー怪人ブレイドシリーズ（RKBシリーズ）
1. ローカストアンデッド
2. ジョーカーアンデッド

限定品
- ピーコックアンデッド　ハイパーホビー誌上限定

### ライダー怪人カブトシリーズ（RKKシリーズ）
1. ワーム（サナギ体）
2. スコルピオワーム

SPナンバー・限定品など
- SP ワーム(変種サナギ体)　東京ドームWヒーローフェステバル限定
- SP ワーム(サナギ体)脱皮直前バージョン　東京ドームWヒーローフェステバル限定
- ウカワーム フィギュア王誌上限定

### ライダーイマジンシリーズ
1. モモタロスイマジン
2. ウラタロスイマジン
3. キンタロスイマジン
4. リュウタロスイマジン
5. ジークイマジン

限定品など
- モモタロスイマジン 砂バージョン（『劇場版 仮面ライダー電王 俺、誕生!』公開記念プレミア付前売限定品第2弾）
- ウラタロスイマジン 未契約Ver.ジャスコ限定
- リュウタロスイマジン 未契約Ver.フィギュア王誌上限定
- キンタロスイマジン 未契約Ver.ハイパーホビー誌上限定
- ジークイマジン 未契約Ver.特撮ニュータイプ誌上限定
- モモタロスイマジン モモメタルバージョン てれびくん抽選プレゼント
- モモタロスイマジン 憑依Ver.ライダーヒーロー大全誌上限定
- ウラタロスイマジン キンタロスイマジン リュウタロスイマジン 憑依Ver.トイズドリームプロジェクト限定
- デネブイマジン （『仮面ライダー×仮面ライダー×仮面ライダー THE MOVIE 超・電王トリロジー』プレミア付き前売限定品[1万個]限定）
- デネブイマジン 未契約Ver.東映ヒーローネット限定

### ライダーグリードコレクション
1. ウヴァ
2. カザリ
3. ガメル
4. メズール

EXナンバー・限定品など
- EX ガメル&メズール 重塗装 プレミアムバンダイ限定
- EX ウヴァ&カザリ 重塗装 腕アンク付き プレミアムバンダイ限定
- EX アンク 重塗装版 プレミアムバンダイ限定
- EX 恐竜グリード&映司グリード プレミアムバンダイ限定

### ゾディアーツコレクション
1. スコーピオン・ゾディアーツ
2. レオ・ゾディアーツ

EXナンバー・限定品など
- EX スコーピオン・ゾディアーツ&リブラ・ゾディアーツ　重塗装版　プレミアムバンダイ限定（リブラ・ゾディアーツはこのセットのみの販売）
- EX レオ・ゾディアーツ&ヴァルゴ・ゾディアーツ　重塗装版　プレミアムバンダイ限定（ヴァルゴ・ゾディアーツはこのセットのみの販売）

### ライダーファントムシリーズ
1. フェニックスファントム

EXナンバー・限定品など
- EX フェニックスファントム&メデューサファントム　重塗装版　プレミアムバンダイ限定（メデューサファントムはこのセットのみの販売）